# Энтолома ребристая
Энтолома ребристая (лат. Entoloma costatum) — вид грибов, входящий в род энтолома (Entoloma) семейства энтоломовые (Entolomataceae).
Синонимы:
- Agaricus costatus (Fr.) Secr. ex Fr. 1838, nom. illeg.
- Agaricus pascuus var. costatus Fr. 1821basionym
- Rhodophyllus costatus (Fr.) Quél. 1886

## Биологическое описание
- Шляпка 1—6,5 см в диаметре, у молодых грибов выпуклой формы, затем раскрывается до плоско-выпуклой и слабо вдавленной, с подвёрнутым краем, гигрофанная, с гладкой, при подсыхании становящейся волокнистой, поверхностью, окрашенной в серо-коричневые или красно-коричневые тона, при подсыхании заметно светлеет.
- Мякоть плотная, белого цвета, обычно без особого запаха и вкуса.
- Гименофор пластинчатый, пластинки довольно частые, приросшие к ножке или с нисходящими на неё зубцами, светло-коричневого цвета, с возрастом приобретают розовато-коричневый. Край пластинок ровный или пильчатый.
- Ножка 2,5—9 см длиной и 0,3—0,9 см толщиной, ровная или утончающаяся кверху, красно-коричневого или серо-коричневого цвета, более светлая, чем шляпка, разлинованная. Кольцо отсутствует.
- Споровый порошок светло-розового цвета. Споры 7—10,5×6—9 мкм, 4—6-угольные. Базидии 28,5—40×9—14 мкм, четырёхспоровые, с пряжками. Цистиды отсутствуют. Кутикула шляпки — кутис, состоящий из цилиндрических гиф до 8 мкм толщиной.

Токсические свойства Entoloma costatum не изучены.

## Ареал и экология
Entoloma costatum широко распространена в Европе, однако встречается очень редко. Произрастает на плодородных почвах на обочинах дорог, на опушках лиственных и смешанных лесов.